# Gladys George
Gladys George, pseudonimo di Gladys Anna Clare (Patten, 13 settembre 1904 – Los Angeles, 8 dicembre 1954), è stata un'attrice statunitense.

## Biografia
I genitori di Gladys George erano attori girovaghi dal repertorio shakespeariano. Di origine anglosassone, all'età di soli tre anni esordì in teatro insieme ai genitori in uno spettacolo di vaudeville che avevano allestito per conto proprio creando una piccola compagnia di nome The Three Clares.
All'età di 14 anni, ormai votata al palcoscenico, debuttò nel teatro professionistico di Broadway con lo spettacolo The Betrothal (1918), al fianco del mostro sacro Isadora Duncan. Successivamente si unì alla compagnia teatrale dell'attrice Pauline Frederick, con la quale viaggiò attraversando tutti gli Stati Uniti. Probabilmente influenzata dall'esperienza nel mondo del cinema muto della stessa Frederick, la George tentò anch'essa la strada del cinema ed esordì nel film di Jerome Storm Red Hot Dollars (1919), al fianco di Charles Ray, continuando a interpretare ruoli secondari in numerose altre pellicole fino al 1921, quando rimase vittima di un terribile incidente che la costrinse a ritirarsi a vita privata per diverso tempo.
Nel 1922 si sposò con l'attore Ben Erway, dal quale divorzierà nel 1930. Dopo il grave incidente che la costrinse ad abbandonare il grande schermo, tornò al teatro, fino a quando, dopo aver sposato il milionario Edward Fowler il 16 dicembre 1933, grazie anche all'aiuto di quest'ultimo, riuscì a rientrare nel circuito cinematografico, ottenendo il suo primo ruolo importante nella pellicola Straight Is the Way (1934), che rappresentò anche il suo debutto nel sonoro. La George poté fare sfoggio del suo timbro vocale, ben collaudato durante gli anni in teatro, tuttavia il successo di questa pellicola fu presto offuscato dagli scandali legati alla sua sfera privata, quando la stampa iniziò a porre in evidenza gli eccessi dell'attrice alle numerose feste mondane a cui partecipava assiduamente, fino ad accusarla di tradire suo marito con il primo attore dello spettacolo da lei interpretato dal titolo Personal Appearance, nel quale, ironicamente, recitava la parte di una donna mangia-uomini.
Costretta al divorzio nel 1935 da Fowler, costui cercò di osteggiare in ogni modo la carriera dell'ex moglie, che tuttavia riuscì a ottenere un contratto con la Paramount Pictures per la pellicola Valiant Is the Word for Carrie (1936), diretta da Wesley Ruggles, che le fece ottenere una candidatura all'Oscar alla miglior attrice nel 1937. A questa pellicola seguì un ulteriore ruolo di rilievo nel melodramma storico Madame X (1937), nel tormentato ruolo di Jacqueline Floriot.
Il 18 settembre 1935 sposò l'attore teatrale Leonard Penn, attivo a Broadway negli anni trenta, dal quale divorziò nel 1944. Nonostante il successo e la candidatura all'Oscar, la carriera cinematografica dell'attrice iniziò una fase discendente, con ruoli sempre più marginali, tra i quali però spiccano i personaggi di Madame du Barry nel dramma storico Maria Antonietta (1938), al fianco di Norma Shearer e Tyrone Power, e di Panama Smith ne I ruggenti anni Venti (1939), al fianco di James Cagney e Humphrey Bogart. Dopo essere apparsa in diversi B movie, ebbe un'ulteriore opportunità con il ruolo di Iva Archer ne Il mistero del falco (1941), al fianco di Humphrey Bogart.
A partire dagli anni quaranta la sua carriera ebbe un brusco arresto, anche a causa dei suoi numerosi problemi di salute. A questo periodo risalgono solo due interpretazioni di rilievo, ovvero il ruolo di Hortense Derry ne I migliori anni della nostra vita (1946), al fianco di Myrna Loy, Fredric March, Dana Andrews e Virginia Mayo, e di Lute Mae Sanders nel dramma Viale Flamingo (1949), al fianco di Joan Crawford.
Nel 1946, all'età di 42 anni, sposò un giovane addetto d'albergo di nome Kenneth Bradley, più giovane di lei di 20 anni, e dal quale divorziò nel 1950. Ormai affetta da numerose patologie, tra cui un tumore alla gola, l'attrice si ritirò a vita privata e morì all'età di 50 anni per un infarto, sola e in gravi difficoltà economiche. Il suo medico sollevò il sospetto che la causa del decesso fosse riconducibile all'assunzione volontaria di barbiturici. Il suo funerale e la cerimonia di sepoltura vennero curate dal Motion Picture Relief Fund, e l'attrice venne sepolta al Pierce Brothers Valhalla Memorial Park.

## Filmografia
- Red Hot Dollars, regia di Jerome Storm (1919)
- The Woman in the Suitcase, regia di Fred Niblo (1920)
- Below The Surface, regia di Irvin Willat (1920)
- Homespun Folks, regia di John Griffith Wray (1920)
- The Easy Road, regia di Tom Forman (1921)
- Chickens, regia di Jack Nelson (1921)
- The House That Jazz Built, regia di Penrhyn Stanlaws (1921)
- Straight Is the Way, regia di Paul Sloane (1934)
- Valiant Is the Word for Carrie, regia di Wesley Ruggles (1936)
- They Gave Him a Gun, regia di W. S. Van Dyke (1937)
- Madame X, regia di Sam Wood (1937)
- Love Is a Headache, regia di Richard Thorpe (1938)
- Maria Antonietta (Marie Antoinette), regia di W.S. Van Dyke (1938)
- I'm from Missouri, regia di Theodore Reed (1939)
- Here I'm A Stranger, regia di Roy Del Ruth (1939)
- I ruggenti anni Venti (The Roaring Twenties), regia di Raoul Walsh (1939)
- A Child is Born, regia di Lloyd Bacon (1939)
- L'isola degli uomini perduti (The House Across the Bay), regia di Archie L. Mayo (1940)
- The Way of All Flesh, regia di Louis King (1940)
- La ribelle del West (The Lady from Cheyenne), regia di Frank Lloyd (1940)
- Hit the Road, regia di Joe May (1941)
- Il mistero del falco (The Maltese Falcon), regia di John Huston (1941)
- Domani sarò tua (The Crystal Ball), regia di Elliott Nugent (1943)
- The Hard Way, regia di Vincent Sherman (1943)
- Prediletta di nessuno (Nobody's Darling), regia di Anthony Mann (1943)
- Vacanze di Natale (Christmas Holiday), regia di Robert Siodmak (1944)
- Minstrel Man, regia di Joseph H. Lewis (1944)
- Steppin' in Society, regia di Alexander Esway (1945)
- I migliori anni della nostra vita (The Best Years of Our Lives), regia di William Wyler (1946)
- Millie's Daughter, regia di Sidney Salkow (1947)
- Gentiluomo, ma non troppo (Alias A Gentleman), regia di Harry Beaumont (1948)
- Viale Flamingo (Flamingo Road), regia di Michael Curtiz (1949)
- Le foglie d'oro (Bright Leaf), regia di Michael Curtiz (1950)
- Sparate senza pietà (Undercover Girl), regia di Joseph Pevney (1950)
- La ninna nanna di Broadway (Lullaby of Broadway), regia di David Butler (1951)
- Ho amato un fuorilegge (He Ran All the Way), regia di John Berry (1951)
- Pietà per i giusti (Detective Story), regia di William Wyler (1951)
- Le rocce d'argento (Silver City), regia di Byron Haskin (1951)
- It Happens Every Thursday, regia di Joseph Pevney (1953)

## Doppiatrici italiane
- Tina Lattanzi in Domani sarò tua, Ho amato un fuorilegge, Le rocce d'argento
- Giovanna Scotto in Vacanze di Natale, La ninna nanna di Broadway
- Marcella Rovena ne Le foglie d'oro, Pietà per i giusti
- Rosina Galli in Maria Antonietta
- Rita Savagnone ne I ruggenti anni venti (doppiaggio tardivo)
- Franca De Stradis ne Il mistero del falco (ridoppiaggio)